# Bedlam (film)
Bedlam is een Amerikaanse horrorfilm uit 1946 onder regie van Mark Robson.

## Verhaal
Nell Bowen is een beschermelinge van de rijke Lord Mortimer. Ze is geboeid door het gesticht Bedlam en gaat op zoek naar steun om het te hervormen. De boosaardige directeur van het gesticht laat haar echter opsluiten.

## Rolverdeling
| Acteur            | Personage     |
| ----------------- | ------------- |
| Boris Karloff     | George Sims   |
| Anna Lee          | Nell Bowen    |
| Billy House       | Lord Mortimer |
| Richard Fraser    | Metselaar     |
| Glen Vernon       | Jongen        |
| Ian Wolfe         | Sidney Long   |
| Jason Robards sr. | Oliver Todd   |
| Leyland Hodgson   | John Wilkes   |
| Joan Newton       | Dorothea      |
| Elizabeth Russell | Mevrouw Sims  |